# Mort et funérailles nationales de Kim Jong-il
La mort de Kim Jong-il est annoncée officiellement par les informations de la télévision d'État nord-coréenne le 19 décembre 2011. La présentatrice Ri Chun-hee annonce son décès le 17 décembre à 8 h 30 du matin d'une crise cardiaque alors qu'il voyageait en train vers une zone à l'extérieur de Pyongyang. Il aurait reçu un traitement médical pour des maladies cardiaques et cérébrovasculaires. Durant le voyage, Kim aurait eu un « infarctus aigu du myocarde avancé », compliqué d'un « grave choc cardiaque », Cependant, il est annoncé en décembre 2012 par les médias sud-coréens que la crise cardiaque s'est en réalité produite dans un excès de rage à la suite de défauts de construction dans un projet crucial de centrale électrique à Huichon dans la province de Chagang.
Son fils Kim Jong-un est annoncé comme le prochain dirigeant de la Corée du Nord. Son titre de « Grand successeur (위대한 계승자) » est annoncé lors du même journal télévisé. Les funérailles de Jong-il ont eu lieu le 28 décembre à Pyongyang. La période de deuil dure alors jusqu'au lendemain.

## Annonce de la mort
Les médias d'État nord-coréens n'ont déclaré la mort de Kim Jong-il que 51 heures après qu'elle s'est produite, probablement en raison des conséquences politiques de sa mort, ainsi que du temps de décision nécessaire pour prévoir les funérailles. Le matin du 19 décembre, toutes les entreprises, les écoles, les agences gouvernementales et le personnel militaire sont informés d'une annonce majeure prévue midi. À midi, Ri Chun-hee, une présentatrice de la télévision centrale coréenne, vêtue de vêtements traditionnels coréens entièrement noirs, annonce la mort de Kim Jong-il à une nation choquée et attristée. Elle est depuis plusieurs années la présentatrice annonçant la diffusion de reportages importants sur le règne de Kim Jong-il et elle fait partie de l'équipe de diffusion couvrant les funérailles nationales de Kim Il-sung en 1994, avec Chon Hyong-kyu, présentatrice de KCTV ayant annoncée la mort de Kim Il-sung, 17 ans auparavant. Au moment de l'annonce, un portrait d'une souriant et idéalisé de Kim Jong-il est affiché, poursuivant la tradition des portraits posthumes officiels des dirigeants suprêmes de la Corée du Nord, après leur mort.
À la suite de l'annonce officielle, un présentateur portant un costume et une cravate noire procède à l'annonce des participants autorisés à participer aux funérailles de Kim Jong-il dans l'ordre du classement établi par les autorités. Le comité compte 233 noms. Kim Jong-un est le premier cité.

### Spéculation de la Corée du Sud
Le chef du service national de renseignement sud-coréen déclare que des images de surveillance ont révélé que le train de Kim, dans lequel il serait mort, n'avait pas bougé du week-end. Cette affirmation signifie que le train était à l'arrêt lorsque les autorités nord-coréennes ont affirmé qu'il était mort,.
Selon les rédacteurs en chef du journal Chosun Ilbo, les circonstances entourant la mort de Kim sont incompatibles avec ce qui est généralement prévu lors des voyages d'affaires officiels : des conditions météorologiques particulièrement défavorables étaient présentes et l'heure de la journée à laquelle Kim était censé voyager était en conflit avec son rythme circadien habituel, ce dernier étant connu pour être une couche-tard. De plus, peu de témoins ont observé les événements.

## Réactions internationales
De nombreux pays, organisations et individus ont réagi à l'annonce de sa mort. Selon CNN, les réactions ont été « quelque peu atténuées » par rapport à la mort d'autres dirigeants. Seuls quelques pays ont réagi immédiatement après l'annonce de sa mort sur KCTV. Certains pays, comme les États-Unis, en ont profité pour commenter et débattre de leur relation avec la Corée du Sud. La Corée du Sud décide de ne pas présenter de condoléances officielles, reflétant à la fois la détérioration des relations après le naufrage du ROKS Cheonan et le bombardement de Yeonpyeong, ainsi que sa position après la mort de Kim Il-sung en 1994. Le ministère chinois des Affaires étrangères qualifie Kim de « grand dirigeant » et ajoute que Pékin continuerait à offrir son soutien à cette nation. Le Japon exprime ses condoléances et déclare qu'il espérait que la mort de Kim n'affecterait pas négativement la région. Les réactions en Europe sont plus modérées, et, sont qualifiées de « mélange d'espoir et de vigilance ». En Corée du Nord, la réaction officielle est alors le chagrin et le soutien à la succession de Kim Jong-un.

## Comité funéraire
La Corée du Nord annonce un comité funéraire rassemblant 232 membres dirigé par Kim Jong-un, qui a déjà planifié et supervisé les funérailles ayant eu lieu le 28 décembre. Certaines sources soutiennent que l'ordre des noms sur la liste des invités laisse des indices sur le rang des individus dans la structure du pouvoir au sein du régime. La position de Kim Jong-un au sommet étant possiblement une indication sur sa position de successeur de Jong-il en tant que dirigeant suprême du pays,. Selon Kim Keun-sik de l'université de Kyungnam, « la liste est dans l'ordre des membres permanents du comité du Politburo, puis des membres simples et des candidats membres. Cela montre que le parti sera plus puissant que l'armée. » car le beau-frère de Kim Jong-il, Jang Song-taek, ou O Kuk-ryol, le vice-président de la Commission de la défense nationale, sont énumérés dans les derniers.
Le Comité national d'organisation des funérailles publie les informations suivantes le 19 décembre 2011 :

« [Le Comité national des funérailles] notifie qu'il a décidé ce qui suit afin que l'ensemble du parti, de l'armée et du peuple puisse exprimer ses plus profonds regrets face au décès du dirigeant Kim Jong Il et le pleurer avec une profonde révérence :
- Sa bière sera placée au palais commémoratif de Kumsusan ;
- La période de deuil sera fixée du 17 au 29 décembre, Juche 100 [2011] et les personnes en deuil seront reçues du 20 au 27 décembre ;
- Une cérémonie d'adieu aura lieu solennellement à Pyongyang le 28 décembre.
- Un service commémoratif national pour Kim Jong Il aura lieu le 29 décembre.
- Des tirs de fusils de deuil retentiront à Pyongyang et dans les sièges provinciaux pour coïncider avec le service commémoratif national à Pyongyang et tout le peuple observera trois minutes de silence. Toutes les locomotives et tous les navires feront retentir leurs sirènes simultanément ;
- Toutes les institutions et entreprises à travers le pays organiseront des événements de deuil pendant la période de deuil et toutes les provinces, villes et comtés organiseront des services commémoratifs programmés pour coïncider avec le service commémoratif national à Pyongyang ;
- Les institutions et entreprises hisseront les drapeaux en berne, les animations musicales et toutes autres animations seront interdites ;
- Les délégations étrangères ne seront pas reçues. »

— Agence de presse Coréenne, 19 décembre 2011

### Membres du comité funéraire
Les 232 membres du comité funéraire sont :
1. Kim Jong-un
2. Kim Yong-nam
3. Choe Yong-rim
4. Ri Yong-ho
5. Kim Yong-chun
6. Jon Pyong-ho
7. Kim Kuk-thae
8. Kim Ki-nam
9. Choe Thae-bok
10. Yang Hyong-sop
11. Kang Sok-ju
12. Pyon Yong-rip
13. Ri Yong-mu
14. Kim Kyong-hui
15. Kim Yang-gon
16. Kim Yong-il
17. Pak To-chun
18. Choe Ryong-hae
19. Jang Song-thaek
20. Ju Kyu-chang
21. Kim Rak-hui
22. Thae Jong-su
23. Kim Phyong-hae
24. Kim Jong-gak
25. U Tong-chuk
26. Kim Chang-sop
27. Mun Kyong-dok
28. Ri Thae-nam
29. O Kuk-ryol
30. Kim Chol-man
31. Ri Ul-sol
32. Jon Ha-chol
33. Kang Nung-su
34. Ro Tu-chol
35. Jo Pyong-ju
36. Han Kwang-bok
37. Paek Se-bong
38. Ri Yong-su
39. Choe Hui-jong
40. O Il-jong
41. Kim Jong-im
42. Chae Hui-jong
43. Kim Ki-ryong
44. Jang Pyong-gyu
45. Kim Pyong-ryul
46. Hong In-bom
47. Ri Man-gon
48. Ju Yong-sik
49. Kwak Pom-gi
50. O Su-yong
51. Ro Pae-gwon
52. Pak Thae-dok
53. Kim Hi-thaek
54. Kang Yang-mo
55. Rim Kyong-man
56. Kim Kyong-ok
57. Kim Myong-guk
58. Kim Won-hong
59. Hyon Chol-hae
60. Han Tong-gun
61. Jo Kyong-chol
62. Pak Jae-gyong
63. Pyon In-son
64. Yun Jong-rin
65. Jong Myong-do
66. Ri Pyong-chol
67. Choe Sang-ryo
68. Kim Yong-chol
69. Kang Phyo-yong
70. Kim Hyong-ryong
71. Ri Yong-hwan
72. Kim Chun-sam
73. Choe Kyong-song
74. Ri Myong-su
75. Jon Hui-jong
76. Ri Yong-gil
77. Hyon Yong-chol
78. Choe Pu-il
79. Yang Tong-hun
80. Ri Pong-juk
81. Kim Song-chol
82. Pak Kwang-chol
83. Ri Pyong-sam
84. Jon Chang-bok
85. O Kum-chol
86. Kim In-sik
87. Kim Song-dok
88. Ryo Chun-sok
89. Pak Sung-won
90. Ri Yong-chol
91. Pak Ui-chun
92. Kim Hyong-sik
93. Kim Thae-bong
94. Jon Kil-su
95. Ri Mu-yong
96. An Jong-su
97. Ri Ryong-nam
98. Ryu Yong-sop
99. Pak Myong-chol
100. Kim Yong-jin
101. Jang Chol
102. Song Ja-rip
103. Kim Jong-suk
104. Kang Tong-yun
105. Kim Pyong-ho
106. Cha Sung-su
107. Ryang Man-gil
108. Yun Tong-hyon
109. Ko Pyong-hyon
110. Ri Pong-dok
111. Pak Jong-gun
112. Choe Yong-dok
113. Jong In-guk
114. Jon Ryong-guk
115. Ri Hyong-gun
116. Hwang Sun-hui
117. Paek Kye-ryong
118. Kim Tong-il
119. Kim Tong-i
120. Ri Jae-il
121. Pak Pong-ju
122. Jong Myong-hak
123. Kang Kwan-il
124. Hwang Pyong-so
125. Kwon Hyok-bong
126. Hong Sung-mu
127. Kim U-ho
128. Han Chang-sun
129. Ri Chun-il
130. Ri Thae-sop
131. Jo Song-hwan
132. Tong Yong-il
133. Ri Chang-han
134. Ko Su-il
135. Ri Kuk-jun
136. Sin Sung-hun
137. Ri Thae-chol
138. Yang In-guk
139. Ri Hi-su
140. Ri Chol
141. Hyon Sang-ju
142. Ri Myong-gil
143. Ro Song-sil
144. Tong Jong-ho
145. Kang Min-chol
146. Kim Hui-yong
147. Jo Yong-chol
148. Hwang Hak-won
149. An Tong-chun
150. Paek Ryong-chon
151. Hong Kwan-sun
152. Ri Su-yong
153. Kim Yong-ho
154. Pang Ri-sun
155. Choe Chun-sik
156. Ri Je-son
157. Ri Sang-gun
158. Ri Hong-sop
159. Cha Yong-myong
160. Kang Kwan-ju
161. Thae Hyong-chol
162. Kim Pyong-hun
163. Kim Kye-gwan
164. Han Chang-nam
165. Kim Chang-myong
166. Jon Chang-rim
167. O Chol-san
168. Son Chong-nam
169. Jong Un-hak
170. Cha Kyong-il
171. Kang Ki-sop
172. Choi Tae-il
173. Choe Yong-do
174. Ri Yong-ju
175. Jon Kwang-rok
176. Ri Chan-hwa
177. So Tong-myong
178. Jon Song-ung
179. Ji Jae-ryong
180. Kim Yong-jae
181. Ri Yong-ho
182. Hong So-hon
183. Kim Tong-il
184. Kim Tong-un
185. Kim Pong-ryong
186. Jo Jae-yong
187. Choe Chan-gon
188. Ryom In-yun
189. Kim Chon-ho
190. Jang Ho-chan
191. Song Kwang-chol
192. Ri Ki-su
193. Ri Jong-sik
194. Choe Hyon
195. Jang Myong-hak
196. Kang Hyong-bong
197. Kim Chung-gol
198. Kim Yong-gwang
199. Choe Kwan-jun
200. Jang Yong-gol
201. Kim Myong-sik
202. Ho Song-gil
203. No Kwang-chol
204. Jong Pong-gun
205. Pak Chang-bom
206. Choe Pong-ho
207. Jong Mong-phil
208. Jon Kyong-son
209. Ri Song-gwon
210. Choe Yong
211. Kim Thae-mun
212. Kim Yong-suk
213. Cha Jin-sun
214. Ri Min-chol
215. Ri Il-nam
216. Kim Chang-su
217. Pak Myong-sun
218. Choe Pae-jin
219. Kim Chol
220. Sim Chol-ho
221. O Ryong-il
222. Kye Yong-sam
223. Ryu Hyon-sik
224. Ko Myong-hui
225. Pang Yong-uk
226. Jang Jong-ju
227. Ho Kwang-uk
228. Ji Tong-sik
229. Jong Pong-sok
230. Choe Kwon-su
231. Kim Yong-dae
232. Ryu Mi-yong

## Période pré funérailles
Le 20 décembre, le corps embaumé de Kim Jong-il est disposé dans un cercueil vitré au palais commémoratif de Kumsusan (où son père Kim Il-sung repose depuis sa mort) pendant une période de deuil de 11 jours avant les funérailles. Comme son père, le corps de Kim est couvert d'un drapeau rouge et entouré des fleurs qui portent son propre nom, le kimjongilia rouge. Il est prévu que le corps soit placé à côté de la bière de son père dès la fin des funérailles et du deuil national. Alors que de la musique solennelle est diffusée, Kim Jong-un entre dans la salle pour observer la bière de son père. Il est entouré de nombreux gardes d'honneur militaires, observe un moment de silence solennel, puis fait le tour de la bière, suivi par d'autres officiels.

## Funérailles
Les funérailles ont eu lieu le 28 décembre 2011. Sur les 25 milles (40 km), et durant 3 heures, le cortège funèbre est recouvert de neige. Les présentateurs, à la télévision décrivent la neige comme des « larmes du ciel ». Les soldats se frappent la poitrine et crient « Père, Père ». Une limousine Lincoln Continental transporte un portrait immense de Kim Jong-il. Le cercueil, drapé du drapeau du Parti des travailleurs coréens, est transporté au-dessus d'un corbillard tandis que Kim Jong-un et son oncle Jang Sung-taek suivent le convoi à quelques mètres. Le chef d'état-major de l'armée Ri Yong-ho et le ministre de la Défense, Kim Yong-chun, marchent le long du côté opposé du véhicule lors de la procession devant le palais commémoratif de Kumsusan,. Le cortège retourne ensuite au palais de Kumsusan où Jong-un se tient en haut du parti et des responsables militaires (en cercle restreint). Des fusils tirent alors 21 fois, puis saluent à nouveau. Enfin, des soldats, au pas, portant des drapeaux et des fusils défilent devant la place du palais.
Le convoi, durant le cortège funèbre est composé de voitures de patrouille en tête, du corbillard funéraire et d'escortes militaires. Sont aussi présent des gardes motorisés, d'un car régie de la télévision centrale coréenne, de diverses voitures (dont une flotte de Mercedes noires) et de camions transportant des couronnes.
Le jour de la commémoration, le 29 décembre, Kim Yong-nam, prononce un discours devant les personnes en deuil rassemblées sur la place Kim Il-sung.
Il déclare aux personnes en deuil que « le grand cœur du camarade Kim Jong-il a cessé de battre. Un départ aussi inattendu et précoce est la plus grande perte et la chose la plus inimaginable pour notre parti. », et que la Corée du Nord « transformerait le chagrin en force et en courage mille fois plus grands sous la direction du camarade Kim Jong-un. ».
Ce dernier confirme également la position de Kim Jong-un en tant que successeur de son père en disant : « Le camarade respecté Kim Jong-un est le chef suprême de notre parti, de l'armée et du pays. Il hérite de l'idéologie, du leadership, du caractère, des vertus, et du courage du grand camarade Kim Jong-il. ».
Le général Kim Jong-gak, en s'adressant au service commémoratif, déclare : « L'armée de notre peuple servira le camarade Kim Jong-un à la tête de nos troupes et continuera à maintenir et à compléter les réalisations Songun du grand dirigeant Kim Jong- il. ». Songun fait référence à la politique de Kim Jong-il consistant à donner la priorité au domaine militaire dans les décisions économiques.
Kim Jong-un n'a pas prononcé de discours mais s'est tenu la tête baissée, regardant depuis un balcon de la maison du peuple, surplombant la place. Il est accompagné de sa tante, Kim Kyong-hui, et de son oncle, Jang Sung-taek, ainsi que de hauts responsables du parti et de l'armée.
Après les discours et trois minutes de silence, une rangée de canons d'artillerie lourde tirent 21 coups, suivi de nombreuses sirènes, de klaxons, de sifflets de trains et de navires à travers le pays pour marquer la fin de la période de deuil,,. L'assemblée se termine par une fanfare militaire jouant l'Internationale. La télévision d'État diffuse ensuite une chorale militaire et un orchestre interprétant La chanson du général Kim Jong Il pour conclure officiellement la période de deuil.
Les frères aînés de Kim Jong-un, Kim Jong-nam et Kim Jong-chol, ne semblent pas avoir été présent dans l'une ou l'autre des cérémonies,,.
Les funérailles ont également été l'occasion de présenter plusieurs collaborateurs de Kim Jong-un : Jang Song-taek, oncle de M. Kim et vice-président de la Commission de la défense nationale, Kim Ki-nam, chef de la propagande nord-coréenne, Choe Tae-bok, secrétaire du parti chargé des affaires extérieures, Ri Yong-ho, chef de l'état-major général de l'armée, Kim Yong-chun, ministre de la Défense, Kim Jong-gak, général dont le travail consiste à surveiller l'allégeance des autres généraux et U Dong-chuk, chef de la police secrète et de l'agence d'espionnage du Nord.
Le 1er janvier 2012, le quotidien japonais Yomiuri Shimbun rapporte que Kim Jong-Nam s'est discrètement envolé pour Pyongyang depuis Macao le 17 décembre 2011, après avoir appris la mort de son père. Il aurait cependant accompagné Kim Jong-Un lors de ses derniers hommages à leurs père, et serait retourné à Macao quelques jours après sans avoir assisté à la fin des funérailles, afin d'éviter les spéculations sur la succession.
Selon Daily NK, toute personne n'ayant pas participé aux séances de deuil ou qui n'a pas « semblé assez sincère » dans son chagrin a été condamnée à au moins six mois dans un camp de travail. Il était également interdit aux personnes en deuil de porter des chapeaux, des gants ou des foulards, même si la température ce jour-là était de −2,4 degrés, sans doute pour que les autorités puissent vérifier qu'ils affichaient suffisamment de chagrin. La Corée du Nord a cependant nié fermement cette accusation. Des photos du Los Angeles Times montrent plusieurs personnes avec des gants et des écharpes lors de la cérémonie.